# Sárga bülbül
A sárga bülbül (Chlorocichla laetissima) a verébalakúak (Passeriformes) rendjébe, ezen belül a bülbülfélék (Pycnonotidae) családjába tartozó faj.

## Rendszerezése
A fajt Richard Bowdler Sharpe angol ornitológus írta le 1899-ben, az Andropadus nembe Andropadus laetissimus néven.

## Alfajai
- Chlorocichla laetissima laetissima (Sharpe, 1899) – dél-Dél-Szudán, északkelet-Kongói Demokratikus Köztársaság, nyugat-Uganda, délnyugat-Kenya;
- Chlorocichla laetissima schoutedeni (Prigogine, 1954) – kelet-Kongói Demokratikus Köztársaság, észak-Zambia.

## Előfordulása
Afrika középső részén, Dél-Szudán, Kenya, a Kongói Demokratikus Köztársaság, Szudán, Tanzánia, Uganda és Zambia területén honos. Természetes élőhelyei a szubtrópusi vagy trópusi hegyi esőerdők. Állandó, nem vonuló faj.

## Megjelenése
Testhossza 21 centiméter, testtömege 43-55 gramm.

## Életmódja
Bogyókkal és magvakkal táplálkozik.

## Természetvédelmi helyzete
Az elterjedési területe elég nagy, egyedszáma pedig stabil. A Természetvédelmi Világszövetség Vörös listáján nem fenyegetett fajként szerepel.